# بيل ستيوارت (عازف جاز)
بيل ستيوارت (بالإنجليزية: Bill Stewart)‏ هو عازف جاز أمريكي، ولد في 18 أكتوبر 1966 في دي موين في الولايات المتحدة.

## وصلات خارجية
- بيل ستيوارت على موقع ميوزك برينز (الإنجليزية)
- بيل ستيوارت على موقع أول ميوزيك (الإنجليزية)
- بيل ستيوارت على موقع ديسكوغز (الإنجليزية)